# Wieluń Dąbrowa

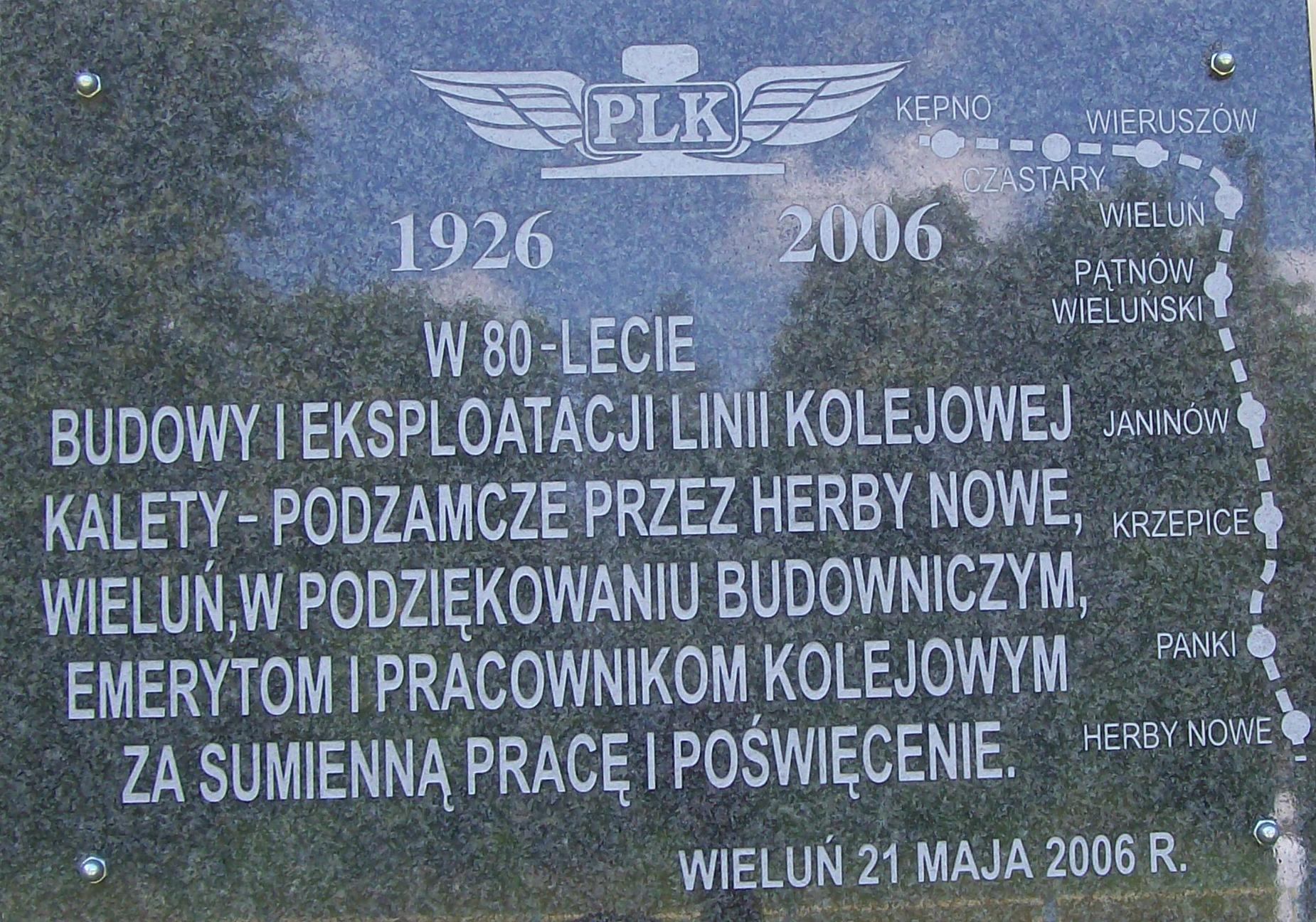
Tablica upamiętniająca 80-lecie wybudowania linii (Kalety – Herby Nowe – Wieluń – Podzamcze) na budynku dworca w Wieluniu Dąbrowie

Wieluń Dąbrowa – stacja kolejowa w mieście Wieluń, na linii kolejowej nr 181 z Herb Nowych do Oleśnicy. Graniczy z wsią Dąbrowa. Wznoszenie dworca rozpoczęto podczas budowy odcinka Herby Nowe – Wieluń Dąbrowa – Podzamcze w 1926, natomiast oddany do użytku został 18.09.1927. Posiada rozbudowaną, lecz bardzo zniszczoną infrastrukturę. 

## Ruch pasażerski
| Rok  | Wymiana pasażerska na dobę |
| ---- | -------------------------- |
| 2017 | 200-299                    |
| 2022 | 150-199                    |

.

## Połączenia bezpośrednie
- Kępno
- Krzepice
- Herby Nowe
- Wieluń

Najbliższy przystanek kolejowy na którym zatrzymują się pociągi pośpieszne to oddalony o trzy kilometry Wieluń.